# Henri Fabré
Henri Fabré, född 29 november 1882, död 30 juni 1984, var en fransk uppfinnare. Han konstruerade det första hydroplanet - sjöflygplan, som startar och landar på vatten. Premiärflygningen ägde rum 28 mars 1910 utanför Marseille i Frankrike.

## Fotnoter
1. 1 2 3  födelseattest, läs online, läst: 12 augusti 2022.[källa från Wikidata]
2. ↑  SNAC, SNAC Ark-ID: w6x781tt, läs online, läst: 9 oktober 2017.[källa från Wikidata]
3. ↑  GeneaStar, GeneaStar person-ID: fabreh.[källa från Wikidata]
4. ↑  Bibliothèque nationale de France, BnF Catalogue général : öppen dataplattform, läst: 5 maj 2017.[källa från Wikidata]